# Взятие Нанкина (1853)
Взятие Нанкина (кит. 太平軍攻佔南京) — осада и взятие тайпинскими войсками Нанкина 20 марта 1853 года.
Взятием в январе 1853 года Учана закончился первый поход тайпинов. Предстоял выбор дальнейшего наступления. Из Учана можно было двигаться на север — на столицу манчжуров Пекин, или на восток, вдоль Янцзы, к Нанкину. В связи с этим начались разногласия между вождями тайпинов. В конце концов решено было идти вдоль Янцзы к древней столице Минской империи Нанкину. Там Хун Сюцюань хотел создать столицу нового государства, подчеркивая его национальный китайский характер, ибо Пекин, где на китайском престоле сидела чужеземная династия маньчжуров, был символом порабощения китайцев. Так был выбран нанкинский маршрут, и это стало стратегической ошибкой вождей тайпинов.
Взяв Учан, тайпины создали сильный военный флот из захваченных правительственных и мобилизованных купеческих судов. Тысячи больших и малых судов составили мощную тайпинскую флотилию, на которой они двинулись вниз по реке. 18 февраля тайпины взяли крупный город Цзюцзян, 25 февраля они стали хозяевами Аньцина. Победа под Аньцином досталась тайпинам легко: увидев подступающего к городу неприятеля, войска маньчжуров сразу разбежались, не решаясь вступать в борьбу. Тайпины, не встречая сопротивления, вошли в город. Почти все местные мандарины сбежали вместе с войсками, оставив казначейство, оружие (189 пушек), продовольственные запасы. 4 марта в руки тайпинов перешел торгово-промышленный центр Уху. Силы тайпинов выросли почти до 750 000 человек.
6 марта тайпины достигли Нанкина и приступили к осаде города. Они стали вести подкопы под стены, куда закладывали мины, бомбардировали Нанкин из пушек, ранее захваченных у правительственных войск. Одновременно в город под видом буддийских монахов засылали шпионов, которые вели пропаганду, устраивали поджоги и предупреждали тайпинов о слабых местах города.
Когда под городскими стенами были вырыты три сапы для установки взрывчатки, 19 марта были произведены взрывы. Два из них произошли вовремя, но третий взорвался поздно, в результате чего погибло множество тайпинских солдат. Превосходящие войска тайпинов устремились в проломы, затем открыли ворота и после ожесточенных уличных боёв захватили город. Маньчжурский гарнизон вместе с семьями укрылся в Внутреннем городе, но не смог сдержать атаку противника. Внутренний город пал 20 марта. После захвата города тайпины убили около 30 000 маньчжурских семей. Многие цинские чиновники совершили массовое самоубийство.
29 марта 1853 года Хун Сюцюань торжественно вошёл в город, приветствуемый своими сторонниками. Нанкин (дословно — «Южная столица») стал снова столицей Китая в противовес Пекину. Тайпины переименовали Нанкин в «Тянькин» — «небесная столица». 